# Висоле
Висоле (словен. Visole) је насељено место у општини Словенска Бистрица, Подравска регија, Словенија.

## Историја
До територијалне реорганизације у Словенији било су у саставу старе општине Словенска Бистрица.

## Становништво
У попису становништва из 2011. године, Висоле је имало 539 становника.
| Број становника према пописима | Број становника према пописима | Број становника према пописима |
| ------------------------------ | ------------------------------ | ------------------------------ |
| 1991                           | 2002                           | 2011                           |
| 468                            | 500                            | 539                            |

Напомена: Године 1988. умањено за део насеља који је припојен насељу Згорња Бистрица. Године 2017. извршена је мања размена територије између насеља Костањевец и Висола.